# Alberto Loret de Mola
Alberto Loret de Mola Saldamando, né à Lima le 13 janvier 1928 et mort dans la même ville le 24 août 2005, est un footballeur international péruvien. 
Jouant au poste de milieu de terrain, il a évolué dans six pays différents.

## Biographie

### Carrière en club
Loret de Mola commence sa carrière en 1947 au Centro Iqueño avant de passer l'année suivante au Deportivo Municipal. En 1950, il émigre en Colombie et joue pour deux clubs aujourd'hui disparus: la Universidad de Bogotá et l'Huracán de Medellín.
En 1952, il poursuit sa carrière professionnelle en Argentine, au CA Huracán, et croise la route de ses compatriotes Valeriano López et Carlos Lazón. Il rentre au Pérou avec une certaine renommée et revient au club qui l'avait lancé, le Centro Iqueño. Ses bonnes performances lui valent de jouer pour des clubs plus huppés comme l'Universitario de Deportes et le Sporting Cristal.
À la fin des années 1950, Loret de Mola tente sa chance en Europe, d'abord en Espagne, à l'UD Las Palmas, et devient le premier joueur péruvien à évoluer en Liga. Il passe ensuite en France, au Havre AC, club avec qui il est relégué en 1962.
Il termine sa carrière de joueur en deuxième division péruvienne, au Porvenir Miraflores.

### Carrière en équipe nationale
Loret de Mola est convoqué avec l'équipe du Pérou afin de participer aux championnats sud-américains de 1955 et 1956. Il y joue sept matchs en tout (aucun but marqué).